# Louise Colet

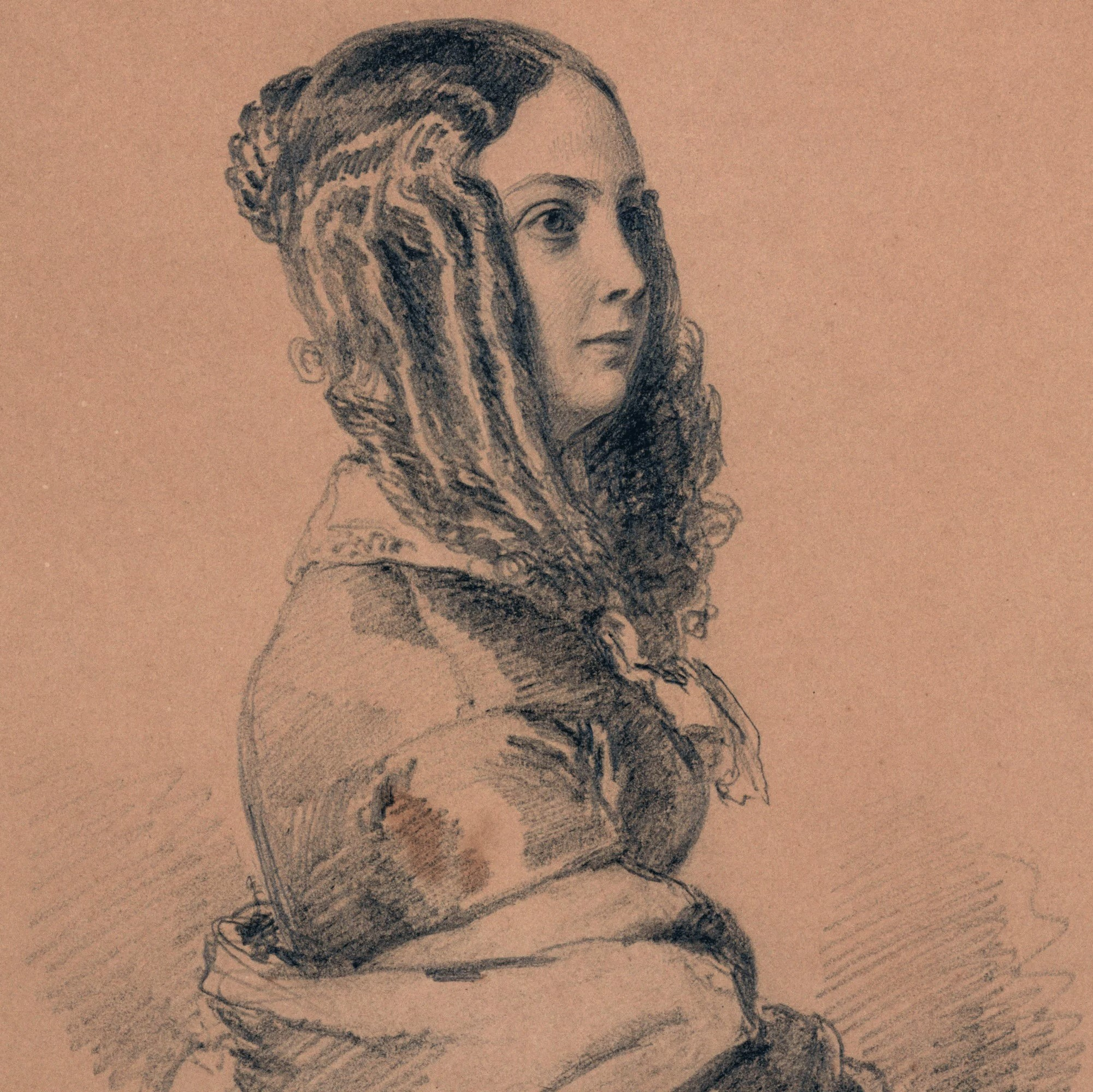
Louise Colet

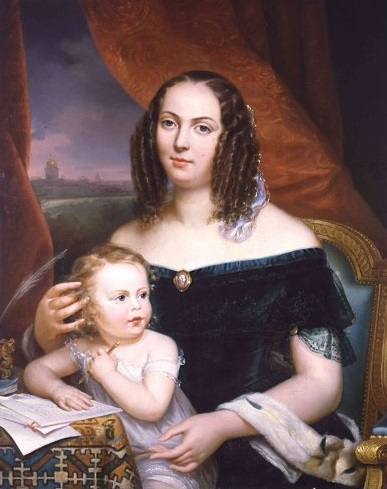
Louise Colet mit ihrer Tochter Henriette 1842

Louise Colet (* 15. August 1810 in Aix-en-Provence als Louise Révoil; † 8. März 1876 in Paris) war französische Dichterin der Romantik.

## Leben
Louise wurde als siebtes Kind des Posthalters Antoine Révoil und seiner Frau Henriette Leblanc in Aix geboren, behauptete jedoch später, sie sei in einem Schloss aufgewachsen. Ihr Bruder Pierre Révoil (1776–1842) wurde Maler. Sie selbst trat schon im Alter von fünfzehn Jahren mit dichterischen Versuchen hervor. Nach dem Tod des Vaters zog sie mit der Mutter nach Mouriès, wo diese ein Gut besaß. Dort heiratete Louise am 5. Dezember 1834 den Musiker Hippolyte Colet, um aus der Provinz nach Paris zu gelangen. Dort legte sie ihren ersten Gedichtband vor, fand aber zuerst kein gnädiges Publikum.
Sie erarbeitete sich über zahlreiche Fürsprecher und Mäzene einen Ruf in der Pariser Literaturszene. Zum Durchbruch verhalf ihr der enge Bekannte und Philosoph Victor Cousin, für eine kurze Zeit Bildungsminister. In der Neubewertung ihrer Arbeit erhielt sie Bewunderung und Geldprämien seitens der Académie française. In Paris schrieb sie weiterhin zahlreiche Romane, Reiseschilderungen, Dramen und lyrische Sammlungen. Ihre Förderungen erhielt sie dank Freundschaften bis in den Hochadel und Königshof über mehrere Regimewechsel hinweg. In ihrem literarischen Salon verkehrte auch Victor Hugo. Mehrfach erlangte sie Literaturpreise und Prämien der Académie. Ihre Tochter Henriette wurde 1840 geboren; weder Hippolyte Colet noch Victor Cousin erkannten die Vaterschaft an.
Colet war zwischen 1846 und 1854 die Geliebte des jüngeren Schriftstellers Gustave Flaubert; dessen Briefwechsel zu ihr ist weitgehend erhalten. Flaubert wurde durch seine realistischen Werke berühmt und sah Unzulänglichkeiten in Colets spätromantischer Lyrik. Er verwendete viel Zeit in das Ausbessern der Stellen, bis er sich schließlich von ihr abwandte. Der endgültige Bruch wurde durch Flauberts Madame Bovary ausgelöst, in deren Titelfigur sich Colet porträtiert und verunglimpft glaubte. Ihr Roman Lui stellte eine biographische Gegenattacke auf Flaubert dar. Nach Flaubert wandte Colet sich Alfred de Musset zu, den sie ebenfalls nach Ende der Affäre in dem Roman Une histoire de soldat beschrieb. Weitere Geliebte waren Abel-François Villemain und Alfred de Vigny. Alle diese Liebhaber verkehrten auch in ihrem Salon.
Nach dem Tod ihres Mannes 1853 erwirtschaftete Colet ihren Lebensunterhalt und den ihrer Tochter durch ihr literarisches Schreiben, sowie durch Bittbriefe an verschiedene Stellen, die ihr bis ins hohe Alter neue Stipendien erschlossen. Sie unternahm von 1859 bis 1861 eine zweijährige Italienreise und besuchte unter anderem Genua, Turin, Mailand, Neapel und Rom. Dabei machte sie enge Bekanntschaft mit Belgiojoso und Garibaldi.

## Rezeption
Das zeitgenössische Meyers-Lexikon würdigte ihre Lyrik als »nicht ohne Grazie, die Verse fließen leicht und ungezwungen; bisweilen stören aber allzu männliche Accente und eine gewisse Affektation heroischer Gefühle«.
Spätere Kritiker ihres Werkes äußerten die Vermutung, dass Colet ihre Zeitgenossen weniger durch die Qualität ihrer Gedichte überzeugte als durch ihre »beispiellose Schönheit«, mit der sie »jahrzehntelang das literarische Paris verhext« haben soll. Preise soll sie sich durch Freunde erschlichen haben; ihr Mann soll nur auf ihr Betreiben zum Professor für Musik ernannt worden sein.

## Werke
- Les fleurs du midi (1836)
- Penserosa (1840)
- Le poème de la femme (1853)
- Cequ'on rève en aimant (1854),
- La jeunesse de Goethe (1839).
- Les derniers abbés, mœurs religieuses d'Italie (1868)
- Les dévotes du grand monde; typ es du second empire (1873)
- Lettres de Béranger et détails sur sa vie (1857)

Romane
- Deux mois d'émotion (1843)
- Folles  Staintes (1844)
- Hélène (1854)
- Lui, roman contemporain (1859)

Reiseberichte und ethnographische Studien
- Promenade en Hollande (1859)
- Deux mois dans les Pyrénées (1866)
- Naples sous Garibaldi (1861)
- L'Italie des Italiens (1862–64, 4 Bände)